# Elezioni comunali in Toscana del 2012
Le elezioni comunali in Toscana del 2012 si tennero il 5 e 6 maggio, con ballottaggio il 19 e 20 maggio.

## Lucca

### Camaiore
| Candidati                         | Candidati                   | Voti                        | %     | Liste                         | Voti   | %     | Seggi |
| --------------------------------- | --------------------------- | --------------------------- | ----- | ----------------------------- | ------ | ----- | ----- |
|                                   | Alessandro Del Dotto        | 7.945                       | 48,03 | Partito Democratico           | 3.533  | 24,17 | 9     |
| Sinistra Ecologia Libertà         | Alessandro Del Dotto        | 7.945                       | 48,03 | 930                           | 6,36   | 2     |       |
| Federazione della Sinistra        | Alessandro Del Dotto        | 7.945                       | 48,03 | 827                           | 5,66   | 2     |       |
| Progetto Comune                   | Alessandro Del Dotto        | 7.945                       | 48,03 | 508                           | 3,48   | 1     |       |
| Italia dei Valori                 | Alessandro Del Dotto        | 7.945                       | 48,03 | 361                           | 2,47   | -     |       |
| Partito Socialista Italiano       | Alessandro Del Dotto        | 7.945                       | 48,03 | 345                           | 2,36   | -     |       |
| Pensionati Democratici Riformisti | Alessandro Del Dotto        | 7.945                       | 48,03 | 66                            | 0,45   | -     |       |
|                                   | Alberto Matteucci           | 6.693                       | 40,46 | Il Popolo della Libertà       | 2.917  | 19,96 | 4     |
| Unione di Centro                  | Alberto Matteucci           | 6.693                       | 40,46 | 1.435                         | 9,82   | 2     |       |
| Per Matteucci Sindaco             | Alberto Matteucci           | 6.693                       | 40,46 | 1.039                         | 7,11   | 1     |       |
| Cittadini al Governo              | Alberto Matteucci           | 6.693                       | 40,46 | 459                           | 3,14   | -     |       |
| La Destra                         | Alberto Matteucci           | 6.693                       | 40,46 | 447                           | 3,06   | -     |       |
| Seggio al candidato sindaco       | Seggio al candidato sindaco | Seggio al candidato sindaco | 40,46 | 1                             |        |       |       |
|                                   | Fabio Pezzini               | 709                         | 4,29  | Lista Fabio Pezzini           | 770    | 5,27  | 1     |
|                                   | Patrizia Gemignani          | 522                         | 3,16  | Alternativa per Camaiore      | 438    | 3,00  | 1     |
|                                   | Francesco Ceragioli         | 461                         | 2,79  | Costruiamo il Futuro          | 376    | 2,57  | -     |
|                                   | Riccardo Micheli            | 213                         | 1,29  | Futuro e Libertà per l'Italia | 164    | 1,12  | -     |
| Totale                            | Totale                      | 16.543                      | 100   |                               | 14.615 | 100   | 24    |

### Lucca
| Candidati                     | Candidati                                    | Voti                        | %     | Liste                   | Voti   | %     | Seggi |
| ----------------------------- | -------------------------------------------- | --------------------------- | ----- | ----------------------- | ------ | ----- | ----- |
|                               | Alessandro Tambellini Accede al ballottaggio | 19.192                      | 46,81 | Partito Democratico     | 7.787  | 22,00 | 10    |
| Tambellini Sindaco            | Alessandro Tambellini Accede al ballottaggio | 19.192                      | 46,81 | 5.066                   | 14,31  | 7     |       |
| Sinistra Ecologia Libertà     | Alessandro Tambellini Accede al ballottaggio | 19.192                      | 46,81 | 1.350                   | 3,81   | 1     |       |
| Federazione della Sinistra    | Alessandro Tambellini Accede al ballottaggio | 19.192                      | 46,81 | 1.244                   | 3,51   | 1     |       |
| Italia dei Valori             | Alessandro Tambellini Accede al ballottaggio | 19.192                      | 46,81 | 876                     | 2,47   | 1     |       |
|                               | Pietro Fazzi Accede al ballottaggio          | 6.437                       | 15,70 | Per Fazzi Sindaco       | 3.108  | 8,78  | 2     |
| Unione di Centro              | Pietro Fazzi Accede al ballottaggio          | 6.437                       | 15,70 | 2.398                   | 6,77   | 1     |       |
| Seggio al candidato sindaco   | Seggio al candidato sindaco                  | Seggio al candidato sindaco | 15,70 | 1                       |        |       |       |
|                               | Mauro Favilla                                | 6.015                       | 14,67 | Il Popolo della Libertà | 3.240  | 9,15  | 2     |
| Insieme per Favilla Sindaco   | Mauro Favilla                                | 6.015                       | 14,67 | 1.418                   | 4,01   | 1     |       |
| Lucca al Centro               | Mauro Favilla                                | 6.015                       | 14,67 | 1.193                   | 3,37   | -     |       |
| Donne al Governo              | Mauro Favilla                                | 6.015                       | 14,67 | 120                     | 0,34   | -     |       |
| Laici                         | Mauro Favilla                                | 6.015                       | 14,67 | 92                      | 0,26   | -     |       |
| Seggio al candidato sindaco   | Seggio al candidato sindaco                  | Seggio al candidato sindaco | 14,67 | 1                       |        |       |       |
|                               | Daniela Rosellini                            | 3.150                       | 7,68  | Movimento 5 Stelle      | 2.456  | 6,94  | 2     |
|                               | Luca Leone                                   | 1.918                       | 4,68  | Impegno Comune          | 1.257  | 3,55  | 1     |
|                               | Piero Angelini                               | 1.387                       | 3,38  | Governare Lucca         | 1.168  | 3,30  | -     |
| Valore alle Idee              | Piero Angelini                               | 1.387                       | 3,38  | 331                     | 0,94   | -     |       |
| Seggio al candidato sindaco   | Seggio al candidato sindaco                  | Seggio al candidato sindaco | 3,38  | 1                       |        |       |       |
|                               | Maurizio Dinelli                             | 1.373                       | 3,35  | Noi Lucca               | 698    | 1,97  | -     |
| Partito Liberale Italiano     | Maurizio Dinelli                             | 1.373                       | 3,35  | 183                     | 0,52   | -     |       |
| Giovani per Lucca             | Maurizio Dinelli                             | 1.373                       | 3,35  | 121                     | 0,34   | -     |       |
| Movimento Autonomista Toscano | Maurizio Dinelli                             | 1.373                       | 3,35  | 62                      | 0,18   | -     |       |
|                               | Maria Urbani                                 | 619                         | 1,51  | Lucca Bene Comune       | 516    | 1,46  | -     |
|                               | Antonio Trapani                              | 516                         | 1,26  | Lega Nord               | 445    | 1,26  | -     |
|                               | Andrea Colombini                             | 257                         | 0,63  | Colombini Sindaco       | 148    | 0,42  | -     |
|                               | Giuliano Marchetti                           | 133                         | 0,32  | Dignità Lucchese        | 119    | 0,34  | -     |
| Totale                        | Totale                                       | 40.997                      |       |                         | 35.396 |       | 32    |

Ballottaggio
| Candidati | Candidati                        | Voti   | %     |
| --------- | -------------------------------- | ------ | ----- |
|           | Alessandro Tambellini ✔️ Sindaco | 23.468 | 69,72 |
|           | Pietro Fazzi                     | 10.190 | 30,28 |
| Totale    | Totale                           | 33.658 |       |

## Massa-Carrara

### Carrara
| Candidati                          | Candidati                   | Voti                        | %     | Liste                            | Voti   | %     | Seggi |
| ---------------------------------- | --------------------------- | --------------------------- | ----- | -------------------------------- | ------ | ----- | ----- |
|                                    | Angelo Andrea Zubbani       | 17.876                      | 54,70 | Partito Democratico              | 8.266  | 27,17 | 8     |
| Partito Socialista Italiano        | Angelo Andrea Zubbani       | 17.876                      | 54,70 | 4.389                            | 14,43  | 4     |       |
| Carrara Futura                     | Angelo Andrea Zubbani       | 17.876                      | 54,70 | 2.345                            | 7,71   | 2     |       |
| Federazione della Sinistra         | Angelo Andrea Zubbani       | 17.876                      | 54,70 | 2.115                            | 6,95   | 2     |       |
| Sinistra Ecologia Libertà          | Angelo Andrea Zubbani       | 17.876                      | 54,70 | 1.100                            | 3,62   | 1     |       |
| Partito Repubblicano Italiano      | Angelo Andrea Zubbani       | 17.876                      | 54,70 | 1.032                            | 3,39   | 1     |       |
| Unione di Centro                   | Angelo Andrea Zubbani       | 17.876                      | 54,70 | 679                              | 2,23   | -     |       |
|                                    | Matteo Martinelli           | 4.604                       | 14,09 | Movimento 5 Stelle               | 3.377  | 11,10 | 3     |
|                                    | Lanmarco Laquidara          | 3.392                       | 10,38 | Il Popolo della Libertà          | 1.739  | 5,72  | 1     |
| La Destra-Nuovo PSI                | Lanmarco Laquidara          | 3.392                       | 10,38 | 858                              | 2,82   | -     |       |
| Seggio al candidato sindaco        | Seggio al candidato sindaco | Seggio al candidato sindaco | 10,38 | 1                                |        |       |       |
|                                    | Claudia Barbara Bienaimé    | 3.151                       | 9,64  | Italia dei Valori                | 849    | 2,79  | -     |
| Carrara Bene Comune                | Claudia Barbara Bienaimé    | 3.151                       | 9,64  | 650                              | 2,14   | -     |       |
| Sinistra per Carrara               | Claudia Barbara Bienaimé    | 3.151                       | 9,64  | 484                              | 1,59   | -     |       |
| Federazione dei Verdi-Lista Civica | Claudia Barbara Bienaimé    | 3.151                       | 9,64  | 180                              | 0,59   | -     |       |
| Seggio al candidato sindaco        | Seggio al candidato sindaco | Seggio al candidato sindaco | 9,64  | 1                                |        |       |       |
|                                    | Elvino Vatteroni            | 1.843                       | 5,64  | Vatteroni per Carrara            | 844    | 2,77  | -     |
| Lista 7 Luglio                     | Elvino Vatteroni            | 1.843                       | 5,64  | 184                              | 0,60   | -     |       |
|                                    | Nicola Franzoni             | 689                         | 2,11  | Futuro e Libertà per l'Italia    | 563    | 1,85  | -     |
|                                    | Cesare Micheloni            | 367                         | 1,12  | Identità Toscana                 | 259    | 0,85  | -     |
|                                    | Giuseppe Costa              | 344                         | 1,05  | Caccia Ambiente                  | 271    | 0,89  | -     |
|                                    | Paolo Vannucci              | 249                         | 0,76  | Partito Comunista dei Lavoratori | 119    | 0,39  | -     |
|                                    | Antonio Biggi               | 168                         | 0,51  | Lega Nord                        | 121    | 0,40  | -     |
| Totale                             | Totale                      | 32.683                      | 100   |                                  | 30.424 | 100   | 24    |

## Pistoia

### Pistoia
| Candidati                     | Candidati                     | Voti                        | %     | Liste                            | Voti   | %     | Seggi |
| ----------------------------- | ----------------------------- | --------------------------- | ----- | -------------------------------- | ------ | ----- | ----- |
|                               | Samuele Bertinelli ✔️ Sindaco | 23.284                      | 59,05 | Partito Democratico              | 12.438 | 33,71 | 14    |
| Spirito Libero                | Samuele Bertinelli ✔️ Sindaco | 23.284                      | 59,05 | 2.671                            | 7,24   | 3     |       |
| Italia dei Valori             | Samuele Bertinelli ✔️ Sindaco | 23.284                      | 59,05 | 1.735                            | 4,70   | 1     |       |
| Insieme per Pistoia           | Samuele Bertinelli ✔️ Sindaco | 23.284                      | 59,05 | 1.678                            | 4,55   | 1     |       |
| Sinistra Ecologia Libertà     | Samuele Bertinelli ✔️ Sindaco | 23.284                      | 59,05 | 1.558                            | 4,22   | 1     |       |
| Federazione della Sinistra    | Samuele Bertinelli ✔️ Sindaco | 23.284                      | 59,05 | 1.172                            | 3,18   | 1     |       |
| Indipendenti per Pistoia      | Samuele Bertinelli ✔️ Sindaco | 23.284                      | 59,05 | 571                              | 1,55   | -     |       |
| Verdi - Arcobaleno su Pistoia | Samuele Bertinelli ✔️ Sindaco | 23.284                      | 59,05 | 475                              | 1,29   | -     |       |
|                               | Anna Maria Ida Celesti        | 6.469                       | 16,41 | Il Popolo della Libertà          | 6.283  | 17,03 | 6     |
|                               | Giacomo Del Bino              | 4.023                       | 10,20 | Movimento 5 Stelle               | 3.646  | 9,88  | 3     |
|                               | Alessio Bartolomei            | 3.456                       | 8,76  | Pistoia Futura                   | 1.590  | 4,31  | 1     |
| Per il Terzo Polo (UDC - FLI) | Alessio Bartolomei            | 3.456                       | 8,76  | 1.456                            | 3,95   | -     |       |
| Seggio al candidato sindaco   | Seggio al candidato sindaco   | Seggio al candidato sindaco | 8,76  | 1                                |        |       |       |
|                               | enrico Guastini               | 933                         | 2,37  | Lista Ecologista                 | 668    | 1,81  | -     |
|                               | Daniela Simionato             | 663                         | 1,68  | Lega Nord                        | 426    | 1,15  | -     |
| Voce al Popolo                | Daniela Simionato             | 663                         | 1,68  | 71                               | 0,19   | -     |       |
|                               | Mario Capecchi                | 387                         | 0,98  | Partito Comunista dei Lavoratori | 296    | 0,80  | -     |
|                               | Paolo Bonacchi                | 217                         | 0,55  | Cittadini Sovrani                | 165    | 0,45  | -     |
| Totale                        | Totale                        | 39.432                      |       |                                  | 36.899 |       | 32    |

### Quarrata
| Candidati                                   | Candidati                   | Voti                        | %     | Liste                   | Voti   | %     | Seggi |
| ------------------------------------------- | --------------------------- | --------------------------- | ----- | ----------------------- | ------ | ----- | ----- |
|                                             | Marco Mazzanti              | 6.876                       | 59,69 | Partito Democratico     | 4.655  | 44,95 | 9     |
| Per Quarrata                                | Marco Mazzanti              | 6.876                       | 59,69 | 755                     | 7,29   | 1     |       |
| Italia dei Valori-Sinistra Ecologia Libertà | Marco Mazzanti              | 6.876                       | 59,69 | 595                     | 5,75   | 1     |       |
| Federazione della Sinistra                  | Marco Mazzanti              | 6.876                       | 59,69 | 291                     | 2,81   | -     |       |
|                                             | Alessandro Cialdi           | 2.375                       | 20,62 | Unione di Centro        | 1.313  | 12,68 | 2     |
| Futuro e Libertà per l'Italia               | Alessandro Cialdi           | 2.375                       | 20,62 | 642                     | 6,20   | -     |       |
| Seggio al candidato sindaco                 | Seggio al candidato sindaco | Seggio al candidato sindaco | 20,62 | 1                       |        |       |       |
|                                             | Flavio Berini               | 1.416                       | 12,29 | Il Popolo della Libertà | 1.352  | 13,06 | 2     |
|                                             | Tommaso Pieragnoli          | 582                         | 5,05  | Città per Te            | 505    | 4,88  | -     |
|                                             | Giancarlo Noci              | 270                         | 2,34  | Lega Nord               | 247    | 2,39  | -     |
| Totale                                      | Totale                      | 11.519                      | 100   |                         | 10.355 | 100   | 16    |